# Mauritania en los Juegos Paralímpicos
Mauritania en los Juegos Paralímpicos está representada por el Comité Paralímpico Nacional de Mauritania, miembro del Comité Paralímpico Internacional.
Ha participado en tres ediciones de los Juegos Paralímpicos de Verano, su primera presencia tuvo lugar en Sídney 2000. El país no ha obtenido ninguna medalla en las ediciones de verano.
En los Juegos Paralímpicos de Invierno Mauritania no ha participado en ninguna edición.

## Medallero

### Por edición
Juegos Paralímpicos de Verano
| Evento       | Oro | Plata | Bronce | Total |
| ------------ | --- | ----- | ------ | ----- |
| Sídney 2000  | 0   | 0     | 0      | 0     |
| Atenas 2004  | 0   | 0     | 0      | 0     |
| Pekín 2008   | –   | –     | –      | –     |
| Londres 2012 | 0   | 0     | 0      | 0     |
| 2016 – 2024  | –   | –     | –      | –     |
| TOTAL        | 0   | 0     | 0      | 0     |